# Wunschkonzert
Wunschkonzert (tłum. „Koncert życzeń”) – niemiecki dramat propagandowy z 1940 w reżyserii Eduarda von Borsodego. Zaraz po filmie Die grosse Liebe był to drugi pod względem dochodów i popularności film w Niemczech okresu II wojny światowej.

## Tło
„Wunschkonzert für die Wehrmacht” („Koncert życzeń dla Wehrmachtu”) był nadawany przez niemieckie radio w każde niedzielne popołudnie o 15:00 z Berlina. Popularność programu częściowo wynikała z oczekiwań żołnierzy aby radio nadawało koncert życzeń aby oni mogli w ten sposób połączyć się ze swoimi rodzinami. Minister Joseph Goebbels zażądał, aby niemieccy wykonawcy nieśli swój wkład w film i stwierdził, że taki film będzie nawet większym sukcesem niż program.

## Fabuła
Podczas Igrzysk Olimpijskich w Berlinie młoda Inge Wagner i porucznik lotnictwa Luftwaffe Herbert Koch poznają się i w ciągu kilku dni zakochują się w sobie. Snują plany wspólnej przyszłości, lecz zanim wezmą ślub, Herbert zostaje wysłany do Hiszpanii, aby wziąć udział w hiszpańskiej wojnie domowej. Jest zmuszony wyjechać natychmiast, bez możliwości wyjaśnienia Inge, co się stało. Misja jest ściśle tajna i wszelki kontakt z rodziną jest zabroniony, włączając w to kontakt listowny. W ten sposób Herbert traci całkowicie możliwość wyjaśnienia sprawy rodzinie. Po kilku miesiącach działań misja dobiega końca i Herbert odzyskuje dawną formę po odniesieniu kilku obrażeń na wojnie. Pisze list do Inge, lecz ona w międzyczasie wyprowadziła się i teraz nie może jej odnaleźć.
Inge nie może jednak zapomnieć Herberta i jest gotowa na niego zaczekać. Minęły trzy lata. Inwazja na Polskę rozpoczyna II wojnę światową. Mężczyźni z sąsiedztwa Inge idą na front, w tym jej przyjaciel z dzieciństwa Helmut Winkler, który proponował jej małżeństwo, lecz odrzuciła jego propozycję. Helmut zostaje przydzielony do dywizjonu lotniczego, gdzie dowódcą jest Herbert, który w międzyczasie został awansowany na stopień Hauptmanna. Helmut i Herbert zaprzyjaźniają się, lecz nie wiedzą, że kochają tę samą kobietę.  
Od rozpoczęcia wojny, w Berlinie, każdego tygodnia odbywał się wielki festyn muzyczny, który był nadawany w radiu jako "Wunschkonzert für die Wehrmacht" i który zapewniał w ten sposób możliwość przesyłania pozdrowień i wiadomości między frontem a domem. Kiedy Herbert przypomniał sobie piękne dni z Inge, wysłał wiadomość za pomocą programu, Inge, która słuchała audycji jak każdy inny, usłyszała to i zdecydowała się odnaleźć Herberta gdziekolwiek jest mając nadzieję na ponowne spotkanie. W końcu nawiązali ze sobą kontakt listowny i ustalili, że spotkają się w Hamburgu.
Jednak w ostatnim momencie przed spotkaniem, Herbert i Helmut otrzymali rozkaz wykonania lotu rozpoznawczego nad Atlantykiem, podczas którego  zostają zestrzeleni. Zostają jednak uratowani przez niemieckie U-Booty. W międzyczasie Inge czeka na próżno na umówione spotkanie. Ranny Helmut zostaje zabrany do szpitala wojskowego, w którym cała trójka spotyka się razem. Po rozwiązaniu kłopotliwej sytuacji, Herbert akceptuje to, że Inge i Helmut zaręczyli się.

## Obsada
- Ilse Werner – Inge Wagner
- Carl Raddatz – Herbert Koch
- Joachim Brennecke – Helmut Winkler
- Hedwig Bleibtreu – pani Wagner
- Ida Wüst – pani Eichhorn
- Walter Ladengast – Schwarzkopf

## Produkcja i recenzje
Były kierownik filmu rzeszy Fritz Hippler scharakteryzował po 1945, film, że nie był tylko zamówiony przez państwo, ale także, że był on „pupilkiem Goebbelsa”. Pracował nad scenariuszem, pisał dialogi i wymagał określonych muzyków i muzyki do oprawy określonych części filmu. Od tego filmu zaczął cenić Ilse Werner ponad wszystkich jako „sympatyczny model współczesnej kobiety”, był kompletnie nią zauroczony.    
Reżyser Eduard von Borody, który głównie specjalizował się w filmach przygodowych, polecił się sam do pracy przy filmach: Morgenrot, Flüchtlinge i Kautschuk.  
Zdjęcia rozpoczęły się 16 lipca 1940 r. 21 grudnia ukończony film został przedłożony do Filmprüfstelle (Biuro Recenzji Filmowych). Na film składało się 2,832 metry taśmy o długości 103 minut. Został on sklasyfikowany jako przeznaczony dla młodych odbiorców. Premiera miała miejsce 30 grudnia 1940 r. w berlińskim kinie Ufa-Palast am Zoo. Dystrybutorem filmu został  Universum-Film Verleih GmbH. 4 października 1943 film został ponownie przedłożony do Filmprüfstelle w krótszej wersji (2,689 metrów taśmy, 98 minut) i został ponownie tak samo sklasyfikowany jak wcześniej. 
W oryginalnej wersji film był zatytułowany Das Wunschkonzert, ale ten tytuł został zmieniony na bardziej wpadający w ucho czyli Wunschkonzert.
Po filmie Die grosse Liebe w reżyserii Zarah Leander, Wunschkonzert był największym sukcesem kasowym w III Rzeszy. Do końca II wojny światowej obejrzało go prawie 26 milionów widzów oraz zarobił 7,6 miliona Reichsmarek.
Film przedłożono (w wersji skróconej) 24 stycznia 1980 roku do FSK (Freiwillige Selbstkontrolle der Filmwirtschaft) został dopuszczony do publicznych pokazów i dla osób powyżej 16 roku życia (Prüf-Nr. 51284). Po ponownym montażu filmu (2,756 metrów, 101 minut) film ponownie trafił do FSK 22 stycznia 1997 roku, gdzie sklasyfikowano go jako dla osób od 18 roku życia (Prüf-Nr. 51284). Prawa autorskie do filmu należą do Transit-Verleih GmbH.